# Karel Goeyvaerts
Karel Goeyvaerts (Antwerpen, 8 juni 1923 - aldaar, 3 februari 1993) was een Belgisch componist.

## Leven
Hij studeerde aan de conservatoria in Antwerpen 1943-1947) en Parijs (1947-1951) en was onder andere leerling van Darius Milhaud en Olivier Messiaen. In 1951 nam hij deel aan de Darmstädter Ferienkurse en ontmoette daar Karlheinz Stockhausen, met wie hij een vriendschappelijke relatie opbouwde. Nadat hij tot 1970 vooral werkzaam was geweest als vertaler, werkte Goeyvaerts in de hierop volgende vier jaren in Gent in het aldaar gevestigde instituut voor psychoakoestiek en elektronische muziek IPEM als redacteur van de Vlaamse radio voor elektronische muziek. Van 1974 tot 1987 had hij dezelfde functie voor de sector eigentijdse muziek. In 1992 wordt Goeyvaerts nog aangesteld als titularis aan de Musicologische faculteit van KU Leuven, maar hier kwam een einde aan door zijn onverwachte dood in 1993. Ook een retrospectief in het kader van Antwerpen, Culturele hoofdstad van Europa kon geen doorgang vinden en er werd een muziekfestival ter nagedachtenis aan hem georganiseerd.
Karel Goeyvaerts was lid van de Koninklijke Academie voor Wetenschappen, Letteren en Schone Kunsten van België. Hij werd begraven op Schoonselhof.

## Werken
Goeyvaerts is vooral bekend om zijn seriële muziek met als voorbeeld Anton Webern en was de eerste componist die een werk schreef waarop het serialisme op alle muzikale aspecten was toegepast. Eerdere werken werden ingedeeld bij het neoclassicisme, gelijk Béla Bartók, maar ook Messiaen deed zijn invloed gelden. Invloeden van Stockhausen zijn terug te vinden in zijn composities op het gebied van elektronische muziek. Andere werken vertonen kenmerken van minimal music. Het belangrijkste opus van Karel Goeyvaerts is het in de jaren 1983 tot 1993 geschreven operaproject Aquarius. De acht sopranen en acht baritons die het werk bevat worden collectief ingezet en brengen een tekst met een apocalyptisch-astrologische thematiek die voornamelijk uit onomatopeeën bestaat. Dit werk vormt een synthese van de nieuwe technieken die Goeyvaerts doorheen zijn werk gebruikte. Zijn laatste werk Voor Strijkkwartet kreeg een première door het befaamde Arditti Kwartet, gespecialiseerd in moderne muziek.
Andere noemenswaardige werken:
- Orkest: Vioolconcert nr. 2 (1951), Zomerspelen (1961), Al naargelang (1971), Litanie III (1980), Aquarius (symfonische versie) (1991)
- Ensemble: Tre Lieder per sonar a venti-sei (1949), Nr. 2 vcor 13 instrumenten (1951), Nummer 3 met gestreken en geslagen tonen (1952), Nr. 6 met 180 klankvoorwerpen (1954), Pour que les fruits mûrissent cet été (1975), Erst das Gesicht... (1978), Zum Wassermann (1984), Avontuur (1985), De Heilige Stad (1986), Das Haar (1990)
- Opera: Aquarius (L'ère du verseau) (1983-93) (in samenwerking met Cristel De Meulder)
- Vocaal-instrumentaal: Elegische muziek (1950), Improperia (1959), Mis voor Paus Johannes XXIII (1968), Bélise
- Koor: Mon doux pilote s'endort aussi (1976)
- Kamermuziek: Nr. 1. Sonate voor 2 piano's (1951), Ach Golgatha! (1975), Litanie II (voor drie slagwerkers, 1980), Aemstel Kwartet (1985), De Zeven Zegels (1986), Voor Strijkkwartet (1992)
- Piano: Litanie I (1979), Pas à Pas (1985)
- Tape: Nr. 4 met dode tonen (1952), Nr. 5 met zuivere tonen (1953), Nr. 7 met convergerende en divergerende niveaus (1955), Nachklänge aus dem Theater I-II (1972)
- Instrument + tape: Stuk voor piano en tape (1964), Pianokwartet (1972), You'll never be alone anymore (1975), Litanie V (1982)

- Bibsys: 4032765
- Biblioteca Nacional de España: XX1427926
- Bibliothèque nationale de France: cb15098040w (data)
- Digitale Bibliotheek voor de Nederlandse Letteren: goey002
- Gemeinsame Normdatei: 11854036X
- International Standard Name Identifier: 0000 0001 1028 9520
- Library of Congress Control Number: n80072501
- MusicBrainz: 8398a4fc-98f0-4ecb-9b8f-c70c134842bf
- Nationale Bibliotheek van Israël: 987007430420705171
- Nederlandse Thesaurus van Auteursnamen: 070512183
- Réseau des bibliothèques de Suisse occidentale: 02-A003304690
- SNAC: w6bk5z8v
- Système universitaire de documentation: 117545023
- Virtual International Authority File: 69224747
- WorldCat: E39PBJcR4Cw6wx3fb3fGWxyrv3